# Grand Prix de France historique
Le Grand Prix de France Historique (GPFH) est une compétition annuelle regroupant les monoplaces de Formule 1, Formule 2, Formule 3, ainsi que des plateaux d'endurance historique sur le Circuit Paul Ricard, dans le Var en France. La manifestation se déroule sur trois jours, généralement en avril.

## Histoire
Le Grand Prix de France historique est créé à l'initiative de la Fédération française du sport automobile (FFSA) en association avec HVM Racing pour réunir sept plateaux de monoplaces historiques ayant participé aux divers championnats du monde. 
La première édition a eu lieu du 30 juin au 2 juillet 2017 avec comme parrain le pilote automobile Jean Alesi et a reçu 20 000 visiteurs.

### Dates et fréquentation
Après une sixième édition record avec plus de 80 000 visiteurs, les organisateurs préparent une septième édition pour les 25, 26 & 27 avril prochains.
| Édition   | 2017                      | 2019              | 2021             | 2022             | 2023           | 2024             | 2025              |
| --------- | ------------------------- | ----------------- | ---------------- | ---------------- | -------------- | ---------------- | ----------------- |
| Dates     | 30 juin, 1er et 2 juillet | 28, 29 et 30 juin | 11, 12 & 13 juin | 17, 18 & 19 juin | 7, 8 & 9 avril | 19,20 & 21 avril | 25, 26 & 27 avril |
| Visiteurs | 20 000                    | 25 000            | 10 000           | 10 000           | 51 000         | 80 000           | 109 000           |

### Les plateaux
| Plateau                                 | Masters Racing Legend F1 | Historic Formula Juniors       | Masters Le Mans 80+                                                           | 200 KM du GPFH | F2 Classic Interseries                    | F3 Classic Interseries pré 85                  | Time Attack                              | Show Ferrari F1 | Parades des monoplaces |
| --------------------------------------- | --- | ------------------------------ | ----------------------------------------------------------------------------- | --- | ----------------------------------------- | ---------------------------------------------- | ---------------------------------------- | --- | --- |
| Désignation                             | Formule 1 de 1966 à 1985 | Formula Juniors de 1958 à 1963 | Voitures du Groupe C de 1982 à 1993                                           | GT & Sport prototypes jusqu'aux années 2000 | Formule 2 de 1967 à 1978                  | Formule 3 jusqu'à 1984                         | Monoplaces de +2,4l                      | Formule 1 | Monoplaces |
| Voitures admises (liste non exhaustive) | Arrows A4 Ensign N180 Fittipaldi F5A Hesketh 308E Ligier JS 11/15 Lotus 77 Shadow DN8 Tyrell 011 Williams FW06 Williams FW07 | Cooper, Lotus, Lola, Brabham.  | Porsche 956, Lancia LC2, Porsche 962, Jaguar, Mercedes-Benz, Nissan, Mazda... | AC Cobra Austin Healey BMW 1800 Ford GT40 Ford Mustang Ginetta G4R Lotus Elan 26R Lotus Elan S1 Morgan Plus 4 SLR Triumph TR4, Dodge Viper, Sport 2000, Debora, Porsche 911 | Chevron B42 March 712 March 77B March 782 | Chevron B43 Martini MK39 Martini MK42 Ralt RT3 | F1, Formule Renault 3.5, Formule invitée | Anciennes F1 Ferrari, De la 246 Dino des années 50 à la F310B (1997) de Michael Schumacher en passant par d’autres joyaux des décennies 60, 70, 80 et 90, c’est l’histoire de la Scuderia qui défilera en piste. | Le public pourra notamment retrouver un certain nombre d'anciennes F1 en action, notamment des Ferrari, Jaguar, Lotus, March, Larrousse, Copersucar. Des Red Bull Toro Rosso des années 2000 seront également de la fête ! |

### Les partenaires
- FFSA
- HVM Racing
- Circuit Paul Ricard

## Le programme du week-end
Le vendredi est consacré aux séances d’essais des différents plateaux. Le samedi et le dimanche sont dédiés aux courses des différentes catégories et aux démonstrations de Formule 1. La manifestation propose différentes animations et des expositions avec un village d'exposants et un espace pour les clubs automobiles.

### Village exposant
Au cœur du circuit, un village d'exposants de rassemble les commerçants et activités de la sphère automobile :
- assurances ;
- clubs et fédérations ;
- documentations techniques ;
- galeries d'art automobile ;
- horloger ;
- manufacturiers textiles ;
- modélisme ;
- pièces détachées et outillages de mécanique ;
- restaurateurs et carrossiers ;
- revues automobiles ;

## Éditions

### 1reédition (2017)
Pour sa première édition, le Grand Prix de France historique a réuni 200 voitures, dont 53 monoplaces de Formule 1 retraçant 60 ans de la discipline phare de la compétition automobile. Sept plateaux de monoplaces de compétition sont réunis sur le circuit.
La première édition est parrainée par le pilote français Jean Alesi qui retrouve la Tyrrell Racing 018 de 1989, qu'il pilote à cette occasion pendant quelques tours sur le circuit de Magny-Cours.
À noter également la présence du pilote Yannick Dalmas et du dessinateur Guillaume Lopez (Michel Vaillant) .
Le vendredi étant exclusivement consacrés aux essais qualificatifs, une douzaine de courses sont programmées sur le week-end ainsi que des parades sur le circuit.
- Le samedi, le programme comprend dans l'ordre une course de :
  - F3 Classic ;
  - International Historic Formula 2 ;
  - FIA Masters Historic Formula One ;
  - Formula Ford Historic 50th anniversary ;
  - Historic Grand Prix Cars Association 1 & 2 ;
  - Masters Historic Racing.

En plus des courses, le samedi présente le 90's F1 Racing Show, une exhibition de Formule 1 des années 1980 et 1990 ainsi que le Show Clubs Grand Prix, une parade de clubs automobiles.
- Le dimanche, le programme comprend dans l'ordre une course de :
  - F3 Classic ;
  - FIA Masters Historic Sports Car ;
  - FIA Masters Historic Formula One ;
  - Historic Grand Prix Cars Association 1 & 2 ;
  - International Historic Formula 2 ;
  - Formula Ford Historic 50th anniversary.

Comme le samedi, le dimanche présente le 90's F1 Racing Show et le Show Clubs Grand Prix et ajoute une vente aux enchères orchestrée par la maison de vente parisienne M-A.Kohn qui propose une F1 Benetton Formula B192 (chassis #01) de Michael Schumacher.
Malgré une planification en début d'été, la manifestation ne bénéficie pas d'une météo estivale, les courses se déroulant quasiment toutes sous la pluie.
Un concert de Jenifer était prévu le samedi 1er juillet 2017, finalement remplacée par Tal, mais qui n'aura pas lieu à cause du mauvais temps.

### 2eédition (2019)
La seconde édition du GPFH est programmée les 28, 29 et 30 juin 2019 sur le Circuit de Magny-Cours, avec notamment un hommage pour les 65 ans du Team Lotus avec la présence de Clive Chapman , fils de Colin Chapman.